# Philipp Veit
Pour les articles homonymes, voir Veit.
Philipp Veit, né le 13 février 1793 à Berlin et décédé le 18 décembre 1877 à Mayence, est un peintre allemand.

## Biographie
Philipp Veit naît le 13 février 1793 à Berlin.

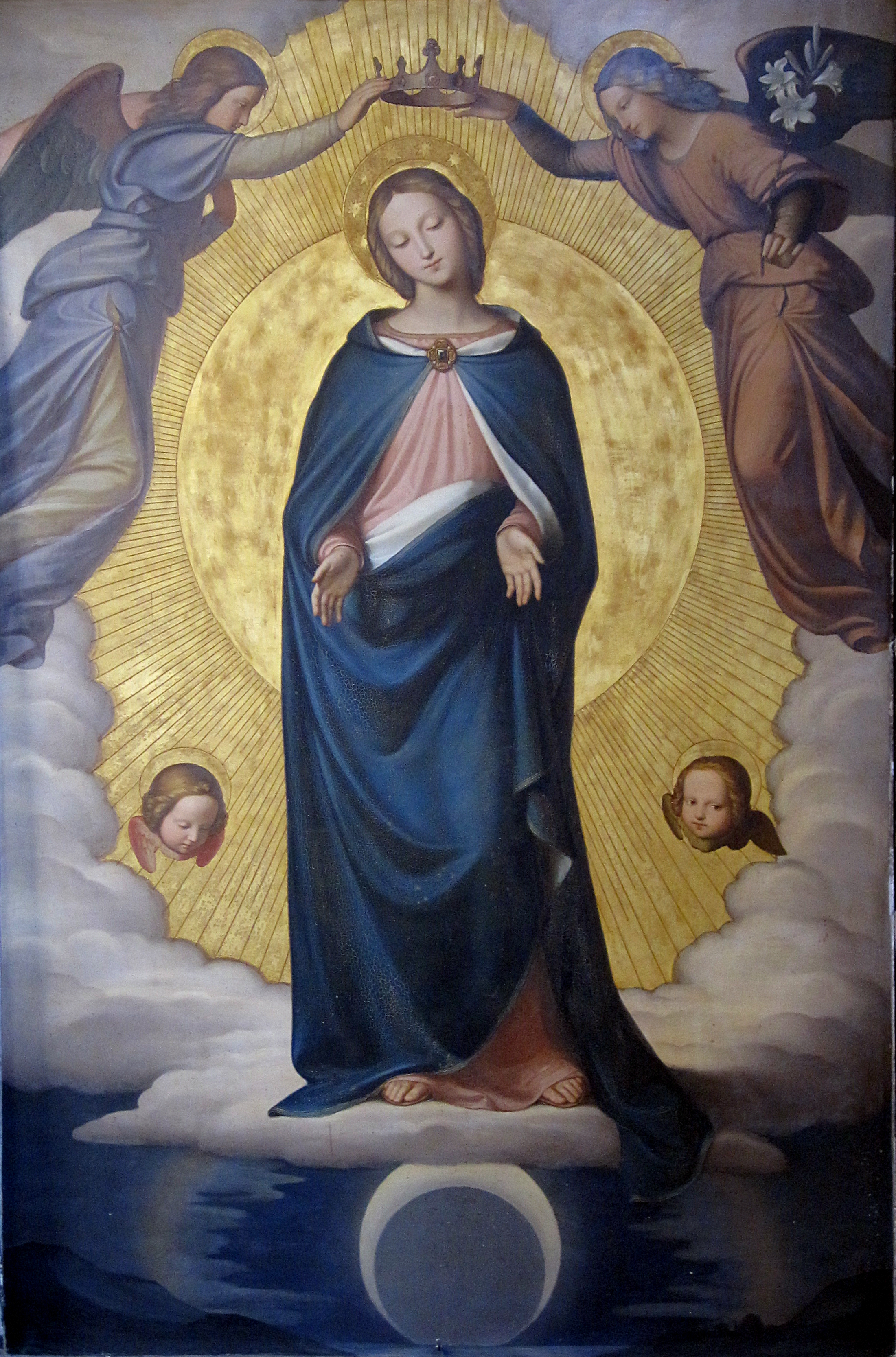
L'Immaculée Conception (1830), chapelle Orsini, église de la Trinité-des-Monts, Rome.

Il est le petit-fils du philosophe Moses Mendelssohn. Sa mère Dorothea avait épousé en 1783 le banquier Simon Veit, dont elle divorce en 1799 pour épouser l'écrivain Friedrich Schlegel en 1804.
Élève du peintre Friedrich Matthäi à Dresde, Philipp Veit appartient au mouvement nazaréen.
Il a été directeur de la collection des peintres à Mayence, aujourd'hui Musée du Land (Mayence).
Philipp Veit meurt le 18 décembre 1877 à Mayence.

## Œuvres
- 1832-1836, L'Introduction des arts en Allemagne par le christianisme (triptyque, fresque transposée sur toile 300 x 190)	, Francfort, Musée Städel[3]